# Amoeridops augur
Amoeridops augur är en insektsart som beskrevs av Ferdinand Karsch 1889. 
Amoeridops augur ingår i släktet Amoeridops och familjen fjärilsländor. Inga underarter finns listade i Catalogue of Life.